# پروبشتای
پروبشتای (به آلمانی: Amt Probstei) یک منطقهٔ مسکونی در آلمان است که در پلون واقع شده‌است. پروبشتای ۲۲٬۵۶۱ نفر جمعیت دارد.